# صدمین عشق با تو
صدمین عشق با تو (انگلیسی: The 100th Love with You) یک فیلم فانتزی رمانتیک ژاپنی با بازی میوا و کنتارو ساکاگوچی با فیلمنامه اصلی ساتومی اوشیما و کارگردانی شو تسوکیکاوا است.